# Berehynja

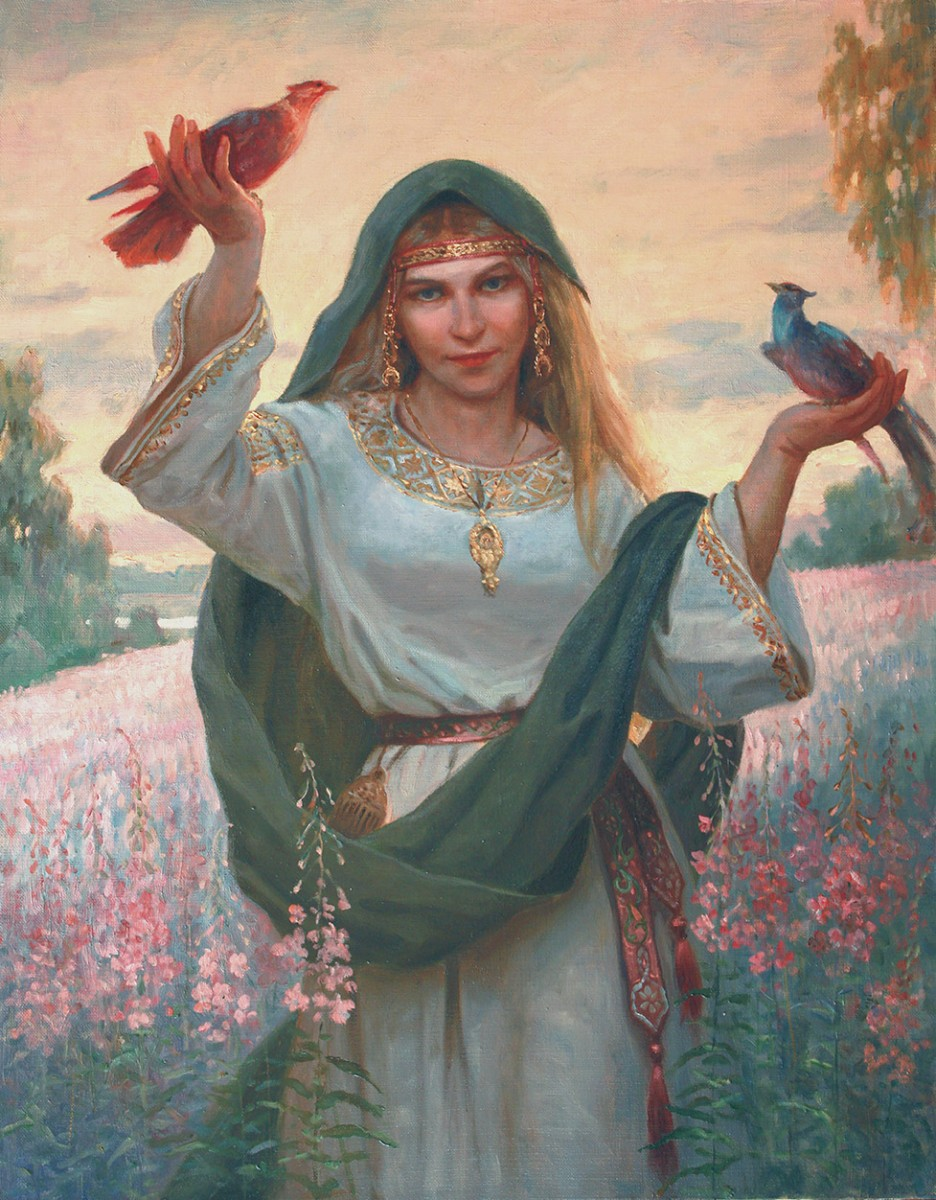
Berehynia

Berehynja o Bereginja (russo e ucraino: Береги́ня) è uno spirito femminile (Vila) nella mitologia slava. È riconosciuta come "la dea slava" con funzioni di "madre terra, protettrice della casa". Verso la fine del secolo XX, il nazionalismo romantico ucraino si concentrò attorno a questo mito matriarcale.

## Etimologia
La parola si origina nella mitologia slava pre-cristiana, ma nell'uso moderno ha due significati. Questa dualità arriva dall'etimologia della parola берег ("bereh" in ucraino e "bereg" in russo), che significa "riva fluviale", mentre Береги́ня ("berehynja" in ucraino) e оберег ("obereg" in russo) significano spirito protettore.
Originariamente, spiriti oscuri simili alle naiadi e alle rusalke vivevano in fiumi, laghi e stagni ed erano considerate mutevoli e pericolose. Una riva presso la quale si pensava che potessero trovarsi era evitata da giovani uomini e donne, specialmente nelle ore di buio.

## Età contemporanea

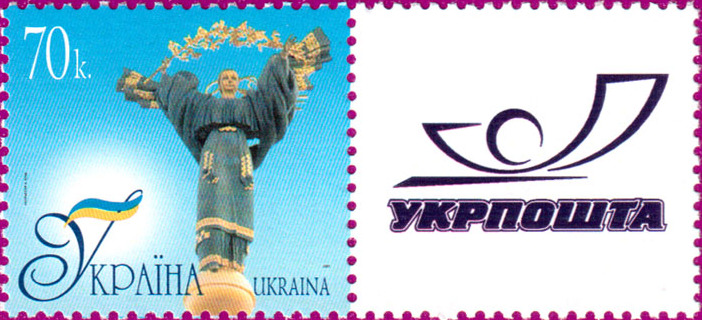
Berehynia in un francobollo ucraino.

Dall'indipendenza dell'Ucraina, nel 1991, il punto di vista su questo personaggio è cambiato nuovamente identificando una combinazione tra i concetti di madre terra e rusalka. Questa metamorfosi inizia negli anni ottanta anche grazie a vari scrittori ucraini che le hanno attribuito i caratteri ideali della donna ucraina. Berehynja è uno dei simboli del nazionalismo ucraino, del femminismo e del neopaganesimo.
Nel 2001 sul monumento all'Indipendenza di Kiev in Majdan Nezaležnosti è stata posta la sua raffigurazione intesa come protettrice di Kiev. Il monumento è sul sito dove si trovava un monumento a Lenin. La capitale ucraina ha già un suo patrono storico, l'Arcangelo Michele, presente anche nello stemma di Kiev e con la sua statua sulla Porta Ljads'ki, nella stessa piazza.

## Nella cultura di massa
Le poste dell'Ucraina hanno emesso un francobollo che raffigura la divinità mitologica.